# 基度山恩仇記-華麗的復仇-
《基督山伯爵-華麗的復仇-》，日本富士電視台於「富士電視台週四連續劇」時段（週四22:00 - 22:54，日本标准时间）播出的電視連續劇，改編自亚历山大·仲馬小說《基督山伯爵》。由藤岡靛主演。

## 登場人物

#### 基督山真海相關
柴門暖 / 基督山真海：藤岡靛
守尾漁業船員。高中時父親去世，隨母親搬到濱浦町，認識了神樂、南條和堇。高中畢業後到守尾漁業就職。受父親影響從小就熟悉船上的工作，再加上性格堅強，無論遇到多大困難都微笑面對，所以很快就嶄露頭角，得到社長的器重。不但工作順利，而且與堇定下了婚期，就在此時，卻因漁船遇上風暴而改變了人生軌跡。
透過觀星從海上歸來後，由於船長的去世，讓暖順利的成為新船長，但也就此招來神樂的怨恨。還在海上漂流的時候，被疑似是恐怖組織庫庫美特成員的船長託付了一封信，事後暖出於信任將信的事告訴了神樂，結果神樂串通南條和入間警官利用暖看不懂英文，將與恐怖組織串通的罪名推給暖，最終導致暖在結婚當天被抓捕。
後來被關押到外國的海上監獄，就算家人在怎麼苦苦訴求也仍然等不到暖的歸來，暖因此在監獄遭受無止境的嚴刑拷打、被逼問本來就不知道的庫庫美特的事，就這樣過了15年。
暖在15年間遇到了同樣被關押在此的原本國總統法利亞·真海，在他身邊逐漸學會了各式各樣的知識，也將法利亞視為自己父親一般的存在，直到15年後，法利亞年老體衰最終還沒等到逃獄就病逝了，暖在法利亞去世前被託付了位於新加坡的大筆財產，接著暖偽裝成法利亞的遺體被丟到海裡面最終逃脫成功，真正的法利亞則被留在仍未挖通的地道裡長眠。
暖最初先回到家鄉查看，發現母親餓死，神樂已飛黃騰達，未婚妻堇也改嫁給南條並雙雙成名，但令他欣慰的是守尾漁業的社長之子信一朗成長茁壯，因此暖毅然決然的去往新加坡，繼承了法利亞的大筆遺產，並改名為「基督山·真海」，成為一名投資家，並且策劃了針對「神樂」、「南條」、「入間」等人的華麗的復仇。
法利亞真海：田中泯
暖將之視為父親的老囚犯，在監獄裡教導暖各式各樣的知識，實際上是因政變入獄的拉德爾共和國前總統，逝世前將其位於新加坡的大筆遺產託付給暖，而後便長眠於監獄那尚未鑿穿的地道之中。
土屋慈：三浦誠己
真海的忠實的秘書兼管家。少年時代曾多次出入少管所，青年時代也過得很荒唐。22年前的某天，他為了偷東西溜進一所別墅，卻目睹了令人難以置信的情形。22年後，他發現自己的主人真海買下的正是當年那所別墅。

#### 南條家
南條幸男：大倉忠義
堇的丈夫，柴門暖的學弟，也是其最信任的好友。從小愛慕堇，但她愛的卻是暖。表面上支持二人，實際上極度妒嫉，受神樂鼓動斷送了阿暖整個人生。本是不走紅的演員，後來到香港發展，數年後迴流日本，大獲成功。由於他一直守護堇，終於成功令她以人相許。婚後與妻女過着幸福的生活。
目黑堇 / 南條堇：山本美月
柴門暖的未婚妻，在舉行婚禮時目睹暖被捕。她堅信暖無罪，四處上告無果。在她因失去暖而痛苦時，幸男在身邊温柔呵護，她備受感動，遂嫁與幸男，生下女兒明日花。後來，她作為料理研究家出版了數本著作，與幸男成為令人羨慕的明星夫婦。
南條明日花：鎌田惠怜奈
南條幸男和南條堇的女兒。
江田愛梨：櫻井由紀
南條幸男的經紀人。父親是中國人，母親是日本人，擅長説中文和日語。作為經紀人，手段高明。其父母親在某事件中喪生，她一直想向與該事件有關係的日本人復仇。

#### 神樂家
神樂清：新井浩文
原守尾漁業船員，是暖敬重的學長。因傷無法出海捕魚，眼見暖在公司裏越來越受器重，十分嫉妒，便利用幸男陷害暖。除掉暖後，他也辭職投身地產業，為了搞到土地逼死暖的母親，在柴門家的土地上蓋了垃圾處理場。與打算推動房地產事業的政治家互相勾結，成為大地產商。
神樂留美：稻森泉
牛山直紀：久保田悠来

#### 入間家
入間公平：高橋克典
原為警視廳公安部外事第三科參事官，後來被破格提拔為刑事部長，是未來警視總監的有力候選人。看起來人生一帆風順，其實他有着不堪回首的過去。因為父親拋棄了家人，所以他憎恨父親並一心要出人頭地。為了保住自己的前途，他陷害了阿暖，另外，20多歲時他曾由於一段孽緣而犯下重罪。這兩件事是他必須守護的秘密。
入間貞吉：伊武雅刀
入間瑛理奈：山口紗彌加
入間未蘭：岸井雪乃
入間瑛人：宇都宮太良

#### 其他人物
出口文矢：尾上寬之
馬場：村松恭子
守尾英一朗：木下鳳華
守尾信一朗：高杉真宙（幼少期：山城琉飛）
小久保：田川可奈美
安堂完治：葉山獎之
寺角類：澀川清彥
柴門惠：風吹純
木島義國：嶋田久作
天野滿：柳俊太郎
富永大悟：高橋努
日菜子：黑澤明日香
李潚：中村讓
王丹尼：葉山豪

## 播出日程與收視率
| 集數                                                   | 播出日期 | 標題 | 導演              | 收視率 |
| 第1話                                                  | 4月19日  | 因冤罪而陷入地獄的男子                                                                                              | 西谷弘            | 5.1%   |
| 第2話                                                  | 4月26日  | 活動開幕!從囚犯到紳士的大變身 對抗討厭的人                                                                          | 西谷弘            | 5.7%   |
| 第3話                                                  | 5月03日  | 瘋狂的晚宴開宴 邀請復仇魔的第一個地獄                                                                               | 西谷弘            | 7.1%   |
| 第4話                                                  | 5月10日  | 寂寞人妻和迷人的青年......復仇魔，惡魔的行為                                                                        | 野田悠介          | 6.5%   |
| 第5話                                                  | 5月17日  | 她已經死了......惜別之夜一真魔鬼醒來                                                                                | 野田悠介          | 5.3%   |
| 第6話                                                  | 5月24日  | 最後粉碎敵人......比死亡更殘酷的結局                                                                                | 永山耕三          | 6.0%   |
| 第7話                                                  | 5月31日  | 永遠的再見......給老朋友的輓歌                                                                                      | 永山耕三          | 5.9%   |
| 第8話                                                  | 6月07日  | 最終章 面具崩壊......每個人都瘋了                                                                                   | 西谷弘            | 7.4%   |
| 第9話                                                  | 6月14日  | 激烈報復劇終於完結 所有仇恨憤怒的痛苦 最後瘋狂的盛宴今晚解決 什麼是寬恕？什麼是幸福？獻身復仇的男人看見絕望的另一面 | 永山耕三 野田悠介 | 6.8%   |
| 平均收視率6.2%（收視率由Video Research於關東地區統計） |          | |                   |        |

## 節目變遷
| 日本富士電視台 富士電視台週四連續劇22:00 - 22:54 | 日本富士電視台 富士電視台週四連續劇22:00 - 22:54     | 日本富士電視台 富士電視台週四連續劇22:00 - 22:54 |
| ------------------------------------------------ | ---------------------------------------------------- | ------------------------------------------------ |
|                                                  | 基度山恩仇記-華麗的復仇- （2018.04.19 - 2018.06.14） |                                                  |
| 鄰居家的月亮比較圓 （2018.01.18 - 2018.03.22）   | 好醫生 （2018.07.12 - 2018.09.13）                   |                                                  |

## 外部連結
- 富士電視台官方網站（页面存档备份，存于）（中文）
- 緯來日本台官方網站（页面存档备份，存于）（繁體中文）